# Teniente fiscal del Tribunal Supremo
El teniente fiscal del Tribunal Supremo es el segundo cargo más importante del Ministerio Fiscal de España. El teniente fiscal forma parte de la Fiscalía del Tribunal Supremo, órgano cuya jefatura ostenta el fiscal general del Estado, a quien sustituye en los casos de ausencia, imposibilidad o vacante. Asimismo, por delegación del fiscal general, el teniente fiscal dirige y coordina la actividad ordinaria de la Fiscalía del Tribunal Supremo (Art. 17 EOMF).
Además de lo anterior, forma parte del Consejo Fiscal, de la Junta de Fiscales de Sala y de la Junta de Fiscales Superiores de las Comunidades Autónomas (arts. 14-16 EOMF).

## Regulación

### Nombramiento y condición
El teniente fiscal es nombrado por el rey de España, por conducto del Gobierno (a través del ministro de Justicia), a propuesta del fiscal general del Estado, y tras oír al Consejo Fiscal (art. 36 EOMF), por un mandato de cinco años, que puede ser renovado, por periodos iguales, cuantas veces se considere necesario (art. 41 EOMF).
Para ser elegible como teniente fiscal del Tribunal Supremo es necesario pertenecer previamente a la primera categoría fiscal —Fiscal de Sala del Tribunal Supremo— (art. 35 EOMF) y, una vez nombrado, el teniente fiscal tiene la consideración de Presidente de Sala del Tribunal Supremo (art. 34 EOMF).

### Cese
El teniente fiscal cesa al término de su mandato, así como por el resto de causas comunes al resto de miembros de la Carrera Fiscal (renuncia, incompatibilidad, pérdida de la nacionalidad, inhabilitación para el ejercicio de cargo público, ect). A pesar de ser un cargo de nombramiento libre, no cabe su cese discrecional ni su remoción por destino en su Fiscalía de un fiscal con mayor antigüedad. Una vez cese en el cargo, el exteniente fiscal quedará adscrito a la Fiscalía del Tribunal Supremo o a cualquiera de las Fiscalías cuyo Jefe pertenezca a la primera categoría, conservando en todo caso su categoría (art. 41 EOMF).

## Historia
La figura del teniente fiscal nace durante el reinado de Isabel II, a partir de los trabajos que se realizaron desde la década de 1840 para reformar los tribunales de justicia y el Ministerio Fiscal.
Así, siendo ministro de Gracia y Justicia Luis Mayans y Enríquez de Navarra, se llevan a cabo una serie de reformas en el ámbito de la justicia que intentan dar unidad y orden a los órganos judiciales. Por lo que respecta al Ministerio Fiscal, se restableció la antigua organización vigente para la Fiscalía del Consejo de Castilla entre los años 1713 y 1715, pues se redujó el número de fiscales del Tribunal Supremo a uno sólo por Real Decreto de 26 de abril de 1844 y, para compensar la carga de trabajo que este tendría, se restituyó la figura del abogado fiscal por Real Orden circular de 1 de mayo de 1844, siendo destinados a la Fiscalía del Tribunal Supremo cuatro de ellos. Estos abogados fiscales eran de nombramiento real y amovibles a voluntad del Gobierno, elegidos mediante una terna propuesta por el fiscal jefe. Tenían como funciones sustituir al fiscal cuando no pudiera ejercer el cargo, así como suplir a este, mediante autorización expresa, ante los tribunales y cualquier otra tarea que este les confiara. Manuel Ruiz Alonso, Juan García Arias, José Lorenzo Figueroa y Eusebio María de Careaga fueron los primeros abogados fiscales del Tribunal Supremo.
Diez años más tarde, siendo ministro de Gracia y Justicia en funciones Jacinto Félix Domenech, la reina sancionó el Real Decreto de 28 de abril de 1854, que transformó los abogados fiscales en tenientes fiscales, estableciendo que serían nombrados libremente por la Corona y que estos quedarían bajo la dependencia del fiscal jefe de la unidad de la que dependieran. En el momento de esta reforma, cuatro eran los abogados fiscales del Tribunal Supremo: Antonio Corzo y Granado, Vicente Hernández de la Rúa, José María Gorostidi y Vicente García Arias, siendo estos los primeros tenientes fiscales del Tribunal Supremo.
Posteriormente, por Real Decreto de 9 de abril de 1858 se reorganizó el Ministerio Fiscal, estableciendo desde entonces un único teniente fiscal en cada tribunal, y restableciendo la figura del abogado fiscal para auxiliar a los fiscales y sus tenientes, así como sustituir a estos en casos de vacancia, enfermedad y similares. Podía haber tantos abogados fiscales como fuera necesario para el buen servicio. Este decreto estableció que el teniente fiscal tendría la misma categoría que el Fiscal de la Audiencia de Madrid. Buenaventura Alvarado Albo, fiscal de la Audiencia de Valladolid, fue nombrado entonces como el primer teniente fiscal único del Tribunal Supremo. El cargo continuó evolucionando, aumentándose su importancia dentro de la estructura fiscal y, con ello, se le concedieron mayores honores, como la de hostentar la categoría de magistrado del Tribunal Supremo tras cuatro años en el cargo.
Durante la dictadura de Primo de Rivera las carreras fiscal y judicial se separan, y se aprueba el primer Estatuto Orgánico del Ministerio Fiscal (1926), que mantiene la regulación esencial de la ley provisional del poder judicial de 1870, aunque establece que el teniente fiscal tendrá el sueldo y honores iguales a los de los magistrados del Tribunal Supremo y crea el Consejo Fiscal. De igual forma, esta regulación se mantiene en los estatutos y reglamentos orgánicos de 1958 y 1969.
La actual regulación está establecida en el Estatuto Orgánico del Ministerio Fiscal (EOMF) de 1981. Esta norma exige que para ser teniente fiscal hay que pertenecer a la categoría primera, esto es, ser al momento de la propuesta Fiscal de Sala del Tribunal Supremo, y le otorga la consideración de Presidente de Sala del Alto Tribunal.

## Lista de tenientes fiscales
Desde que se estableciera la Tenencia Fiscal única en 1858, un total de 46 personas han desempeñado el cargo de teniente fiscal del Tribunal Supremo. A estos, hay que añadir otras 11 personas que, entre 1844 y 1858, ejercieron como abogados y tenientes fiscales.
De las 57 personas que han ejercido esta alta magistratura, el fiscal Ramón García del Valle y Salas fue quien más tiempo la ocupó, con 17 años y 129 días entre septiembre de 1938 y enero de 1956. Además, García del Valle fue fiscal del Tribunal Supremo interino entre 1942 y 1945. Por otra parte, la persona que menos tiempo permaneció en el cargo fue Francisco Puget y Gomis, que ejerció como teniente fiscal durante 47 días en 1869, aunque también lo ejerció, brevemente, en 1857, como teniente fiscal cuarto. María Ángeles Sánchez Conde, nombrada en enero de 2022, es la primera mujer en ostentar la titularidad de la Tenencia Fiscal de la Fiscalía del Tribunal Supremo.
| Tenientes fiscales del Tribunal Supremo de España              |                                                 |                                         |                                         |                                      |      |          |
| Abogados / Tenientes fiscales del Tribunal Supremo (1844-1858) |                                                 |                                         |                                         |                                      |      |          |
| Primero                                                        | Primero                                         | Segundo                                 | Tercero                                 | Cuarto                               |      |          |
| Manuel Ruiz Alonso (1844-1849†)                                | Manuel Ruiz Alonso (1844-1849†)                 | Juan García Arias (1844-1849†)          | José Lorenzo Figueroa (1844-1849)       | Eusebio María de Careaga (1844-1848) |      |          |
| José Lorenzo Figueroa (1849-1851)                              | José Lorenzo Figueroa (1849-1851)               | José Lorenzo Figueroa (1849)            | José María Gorostidi (1849-1857)        | José María Gorostidi (1848-1849)     |      |          |
| Antonio Corzo y Granado (1851-1856)                            | Antonio Corzo y Granado (1851-1856)             | Antonio Corzo y Granado (1849-1851)     | Vicente García Arias (1857-1858)        | Vicente García Arias (1849-1857)     |      |          |
| Antonio María Asensio y Bonel (1856-1858)                      | Antonio María Asensio y Bonel (1856-1858)       | Vicente Hernández de la Rúa (1851-1856) |                                         | Francisco Puget y Gomis (1857)       |      |          |
|                                                                |                                                 | José María Gorostidi (1857-1858)        | Francisco de Paula Armengol (1857-1858) |                                      |      |          |
| Teniente fiscal del Tribunal Supremo (1858-)                   |                                                 | José María Gorostidi (1857-1858)        | Francisco de Paula Armengol (1857-1858) |                                      |      |          |
| Nombre                                                         | Nombre                                          | José María Gorostidi (1857-1858)        | Francisco de Paula Armengol (1857-1858) | Nombramiento                         | Cese | Duración |
|                                                                | Buenaventura Alvarado Albo (1874-1926)          | 19 de abril de 1858                     | 10 de abril de 1867                     | 8 años y 356 días                    |      |          |
|                                                                | Joaquín Bravo Murillo (1874-1926)               | 27 de abril de 1867                     | 27 de octubre de 1868                   | 1 año y 183 días                     |      |          |
|                                                                | Alejandro Groizard (1830-1919)                  | 27 de octubre de 1868                   | 6 de abril de 1869                      | 161 días                             |      |          |
|                                                                | Francisco Puget y Gomis (?-1871)                | 6 de abril de 1869                      | 23 de mayo de 1869                      | 47 días                              |      |          |
|                                                                | Emilio Adán (?-1869)                            | 23 de mayo de 1869                      | 24 de noviembre de 1869†                | 185 días                             |      |          |
|                                                                | Críspulo García y Gómez de la Serna             | 30 de noviembre de 1869                 | 17 de marzo de 1870                     | 107 días                             |      |          |
|                                                                | Joaquín Ruiz Cañabate                           | 17 de marzo de 1870                     | 26 de septiembre de 1873                | 3 años y 193 días                    |      |          |
|                                                                | Alejandro Benito y Ávila                        | 22 de diciembre de 1873                 | 27 de febrero de 1875                   | 1 año y 67 días                      |      |          |
|                                                                | Diego Moreno de la Riva                         | 27 de febrero de 1875                   | 14 de febrero de 1876                   | 352 días                             |      |          |
|                                                                | Eduardo Martínez del Campo y Acosta (1840-1911) | 14 de febrero de 1876                   | 31 de enero de 1881                     | 4 años y 352 días                    |      |          |
|                                                                | Ricardo Gullón Iglesias                         | 31 de enero de 1881                     | 5 de julio de 1883                      | 2 años y 155 días                    |      |          |
|                                                                | Manuel López de Azcutia (1815-1887)             | 5 de julio de 1883                      | 15 de octubre de 1887†                  | 4 años y 102 días                    |      |          |
|                                                                | Joaquín González de la Peña (1836-1908)         | 21 de noviembre de 1887                 | 31 de diciembre de 1889                 | 2 años y 40 días                     |      |          |
|                                                                | Salvador Viada y Vilaseca (1843-1904)           | 2 de enero de 1890                      | 1 de agosto de 1890                     | 211 días                             |      |          |
|                                                                | Juan de Aldana y Carvajal (1835-1914)           | 1 de agosto de 1890                     | 20 de septiembre de 1899                | 9 años y 50 días                     |      |          |
|                                                                | Pascual Doménech Tomás (1842-1925)              | 20 de septiembre de 1899                | 14 de mayo de 1903                      | 3 años y 236 días                    |      |          |
|                                                                | Antonio Martínez Lage y López                   | 14 de mayo de 1903                      | 11 de mayo de 1904                      | 363 días                             |      |          |
|                                                                | Alfredo Massa y Navarro                         | 11 de mayo de 1904                      | 6 de agosto de 1907                     | 3 años y 87 días                     |      |          |
|                                                                | Octavio Cuartero Cifuentes (1855-1913)          | 6 de agosto de 1907                     | 2 de junio de 1910                      | 2 años y 300 días                    |      |          |
|                                                                | Andrés Tornos y Alonso (1855-1913)              | 2 de junio de 1910                      | 16 de septiembre de 1911                | 1 año y 106 días                     |      |          |
|                                                                | Francisco García Goyena y Alzugaray (1859-1935) | 29 de septiembre de 1911                | 28 de diciembre de 1914                 | 3 años y 90 días                     |      |          |
|                                                                | Antonio María de Mena y Calvo Rubio             | 28 de diciembre de 1914                 | 27 de septiembre de 1920                | 5 años y 274 días                    |      |          |
|                                                                | Antonio Cubillo Muro                            | 27 de septiembre de 1920                | 21 de diciembre de 1923                 | 3 años y 85 días                     |      |          |
|                                                                | Juan Morlesín Soto (1858-?)                     | 21 de diciembre de 1923                 | 9 de enero de 1925                      | 1 año y 19 días                      |      |          |
|                                                                | Federico López González (?-1930)                | 9 de enero de 1925                      | 2 de noviembre de 1930†                 | 5 años y 297 días                    |      |          |
|                                                                | Manuel Polo Pérez (1865-?)                      | 14 de noviembre de 1930                 | 30 de mayo de 1931                      | 197 días                             |      |          |
|                                                                | José Vallés Fortuño (1867-?)                    | 30 de mayo de 1931                      | 26 de agosto de 1936                    | 5 años y 88 días                     |      |          |
|                                                                | Carlos de Juan Rodríguez (1890-?)               | 16 de octubre de 1936                   | 1 de abril de 1939                      | 2 años y 167 días                    |      |          |
|                                                                | Ramón García del Valle y Salas (1881-1961)      | 20 de septiembre de 1938                | 27 de enero de 1956                     | 17 años y 129 días                   |      |          |
|                                                                | José González Donoso (1881-?)                   | 2 de febrero de 1956                    | 28 de septiembre de 1956                | 239 días                             |      |          |
|                                                                | Rafael Monzón Rodríguez (1884-?)                | 19 de octubre de 1956                   | 18 de junio de 1959                     | 2 años y 242 días                    |      |          |
|                                                                | Francisco de Asís Segrelles Ñíguez (1886-1974)  | 18 de junio de 1959                     | 9 de noviembre de 1961                  | 2 años y 144 días                    |      |          |
|                                                                | Leonardo Bris Salvador (1892-?)                 | 23 de noviembre de 1961                 | 20 de abril de 1967                     | 5 años y 148 días                    |      |          |
|                                                                | Antonio Reol Suárez (1899-1971)                 | 20 de abril de 1967                     | 2 de diciembre de 1971                  | 4 años y 226 días                    |      |          |
|                                                                | José María González Serrano (?-1979)            | 9 de diciembre de 1971                  | 17 de noviembre de 1979†                | 7 años y 343 días                    |      |          |
|                                                                | Juan de Oña Iribarne (1910-2000)                | 11 de enero de 1980                     | 5 de enero de 1982                      | 1 año y 359 días                     |      |          |
|                                                                | Cándido Conde-Pumpido Ferreiro (1924-2019)      | 17 de marzo de 1982                     | 8 de abril de 1992                      | 10 años y 22 días                    |      |          |
|                                                                | Francisco "Félix" Hernández Gil (1925-2020)     | 3 de julio de 1992                      | 24 de septiembre de 1995                | 3 años y 83 días                     |      |          |
|                                                                | José Aparicio Calvo-Rubio (1929-2014)           | 27 de enero de 1996                     | 10 de diciembre de 1999                 | 3 años y 317 días                    |      |          |
|                                                                | José María Luzón Cuesta (1935-2020)             | 14 de enero de 2000                     | 22 de julio de 2005                     | 5 años y 189 días                    |      |          |
|                                                                | Juan José Martínez Zato (1935-2019)             | 22 de julio de 2005                     | 23 de diciembre de 2005                 | 154 días                             |      |          |
|                                                                | Juan José Martín-Casallo López (1943-2024)      | 23 de diciembre de 2005                 | 1 de marzo de 2013                      | 7 años y 68 días                     |      |          |
|                                                                | Antonio Narváez Rodríguez (1958-)               | 31 de mayo de 2013                      | 8 de julio de 2014                      | 1 año y 38 días                      |      |          |
|                                                                | Luis Manuel Navajas Ramos (1948-)               | 31 de octubre de 2014                   | 17 de diciembre de 2020                 | 6 años y 47 días                     |      |          |
|                                                                | Juan Ignacio Campos (1950-2021)                 | 12 de enero de 2021                     | 15 de diciembre de 2021†                | 337 días                             |      |          |
|                                                                | María Ángeles Sánchez Conde (1956-)             | 18 de enero de 2022                     |                                         | 3 años y 212 días                    |      |          |